# Nazionale maschile under 17 di calcio del Brasile
La nazionale di calcio brasiliana Under-17 è la rappresentativa Under-17 nazionale del Brasile ed è posta sotto l'egida della Confederação Brasileira de Futebol.

## Partecipazioni a competizioni internazionali

### Mondiali Under-17
| Edizione | Turno            | PG              | V               | N               | P               | GF              | GS              |
| -------- | ---------------- | --------------- | --------------- | --------------- | --------------- | --------------- | --------------- |
| 1985     | Terzo posto      | 6               | 4               | 0               | 2               | 13              | 8               |
| 1987     | Primo turno      | 3               | 0               | 2               | 1               | 0               | 1               |
| 1989     | Quarti di finale | 4               | 2               | 1               | 1               | 5               | 3               |
| 1991     | Quarti di finale | 4               | 3               | 0               | 1               | 8               | 2               |
| 1993     | Non qualificata  | Non qualificata | Non qualificata | Non qualificata | Non qualificata | Non qualificata | Non qualificata |
| 1995     | Secondo posto    | 6               | 4               | 1               | 1               | 13              | 4               |
| 1997     | Campione         | 6               | 6               | 0               | 0               | 21              | 2               |
| 1999     | Campione         | 6               | 2               | 4               | 0               | 8               | 4               |
| 2001     | Quarti di finale | 4               | 3               | 0               | 1               | 11              | 4               |
| 2003     | Campione         | 6               | 5               | 1               | 0               | 15              | 1               |
| 2005     | Secondo posto    | 6               | 4               | 0               | 2               | 16              | 11              |
| 2007     | Ottavi di finale | 4               | 2               | 0               | 2               | 14              | 4               |
| 2009     | Primo turno      | 3               | 1               | 0               | 2               | 3               | 4               |
| 2011     | Quarto posto     | 7               | 4               | 1               | 2               | 15              | 12              |
| 2013     | Quarti di finale | 5               | 4               | 1               | 0               | 19              | 4               |
| 2015     | Quarti di finale | 5               | 3               | 0               | 2               | 5               | 5               |
| 2017     | Terzo posto      | 7               | 6               | 0               | 1               | 14              | 5               |
| 2019     | Campione         | 7               | 7               | 0               | 0               | 19              | 6               |
| 2021     | Non disputato    | Non disputato   | Non disputato   | Non disputato   | Non disputato   | Non disputato   | Non disputato   |
| 2023     | Quarti di finale | 5               | 3               | 0               | 2               | 16              | 8               |
| Totale   | 18/21            | 94              | 63              | 11              | 20              | 215             | 88              |

## Palmarès
- Campionati mondiali under-17:
  - Vittorie (4): 1997, 1999, 2003, 2019
  - Finali (2): 1995, 2005
- Campionato sudamericano di calcio Under-17:
  - Vittorie (12): 1988, 1991, 1995, 1997, 1999, 2001, 2005, 2007, 2009, 2011, 2015, 2017
  - Finali (2): 1985, 1986

## Tutte le rose

### Giochi panamericani
Giochi panamericani 20071 Marcelo, 2 Rafael, 3 Lázaro, 4 Forster, 5 Tiago, 6 Fábio, 7 Júnior, 8 Fellipe Bastos, 9 Maicon, 10 Lulinha, 11 Alex Teixeira, 12 Renan, 13 Átila, 14 Lucas, 15 Bernardo, 16 Bruno Collaço, 17 Tales, 18 Carlos, CT: Lucho Nizzo